# Речото ді Соаве

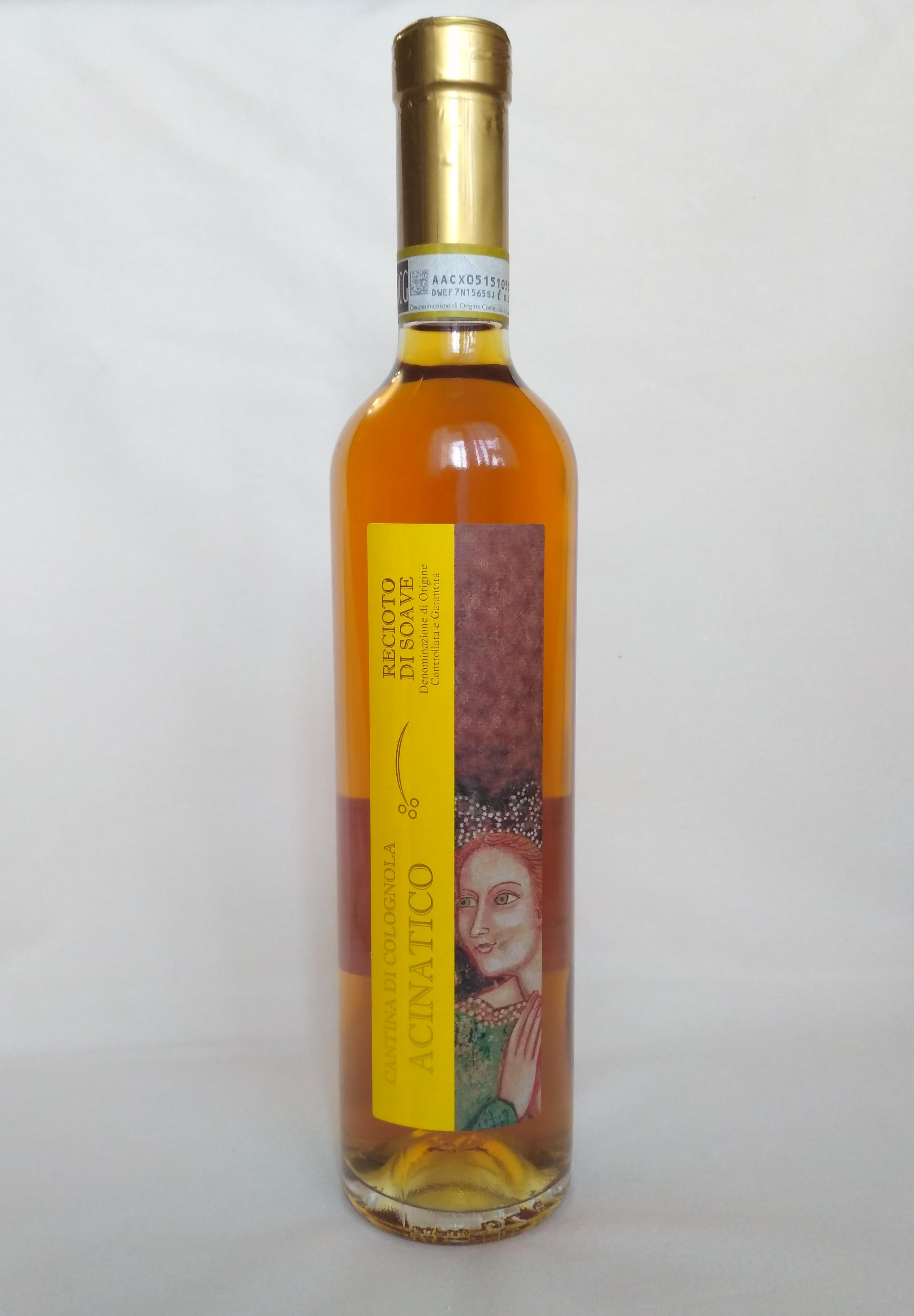
Пляшка Речото ді Соаве

Речото ді Соаве ( Recioto di Soave) — італійське солодке біле вино, виробляється у регіоні Венето з в'ялених ягід винограду сорту Гарганега (не менше 70 %).  Має найвищу категорію якості — Denominazione di Origine Controllata e Garantita (DOCG). Назву вино отримало від слова «Recia», яке переводиться з веронського діалекту як «вушка» — так називають верхню частину грона винограду, на яку падає найбільше сонячних променів і яка містить найбільше цукрів.

## Історія
Речото ді Соаве, ймовірно, має дуже давню історію. Зберігся історичний документ, датований V ст., в якому говориться, що король вестготів Теодорік, замовляє Речото ді Соаве до королівського столу. 
У ХХ сторіччі воно було першим вином регіону Венето, яке отримало категорію DOCG у 1998 році.

## Технологія виробництва
Виноград дуже обережно збирають, відбираються найкращі грона. Після цього у спеціальних сушильних приміщеннях з контрольованою температурою виноград сушать від кількох тижнів до кількох місяців на дерев'яних стелажах. При цьому ягоди втрачають до 40 % вологи, внаслідок чого у них значно підвищується концентрація цукрів та смако-ароматичних речовин. Після цього виноград зброджується. Після бродіння вино деякий час витримують у дубових діжках (до 2 років). Вміст цукрів у ягодах дуже високий, тому вони не зброджуються повністю і вино залишається солодким після закінчення процесу ферментації.

## Виноробна зона
Виноробна зона обмежена пагорбами біля міста Соаве, Монтефорте-д'Альпоне, Сан-Мартіно-Буон-Альберго, Меццане-ді-Сотто, Ронка, Монтеккія-ді-Крозара, Сан-Джованні-Іларіоне, Каццано-ді-Трамінья, Колоньйола-ай-Коллі, Іллазі та Лаваньо. Речіото ді Соаве має право називатись «італ. Classico», якщо воно виготовляється в історичній місцевості, на пагорбах біля муніципалітетів Соаве та Монтефорте-д'Альпоне.

## Характеристики вина
Вино інтенсивного жовтого або бурштинового кольору з ароматами екзотичних фруктів, меду, квітів, цедри апельсина, сушеного інжиру та абрикоса. Повнотіле, шовковисте вино, в смаку солодкі та пряні аромати, має тривалий елегантний післясмак. Речото ді Соаве гарно поєднується з десертами, пісочним печивом, сирами з пліснявою. Температура подачі 12–14°C..